# Phòng xử án

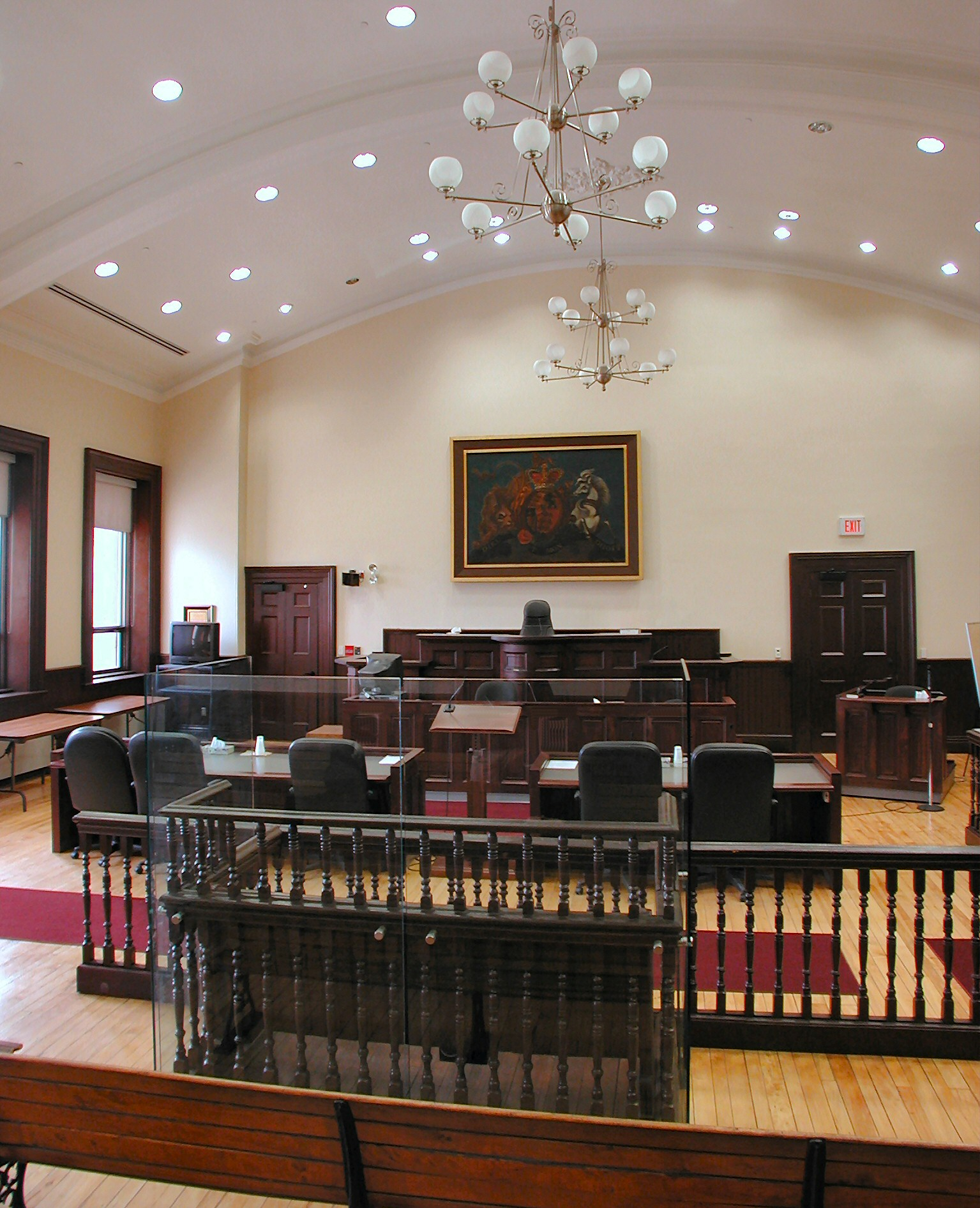
Phòng xử án tại Brockville, Canada

Phòng xử án là một không gian kín, trong đó các tòa án luật được tổ chức dưới sự chủ trì của thẩm phán. Một số phòng xử án, cũng được gọi là "tòa án", có thể được đặt trong nhà xử án. Những năm gần đây, các phòng xử án đã được trang bị thiết bị nghe nhìn cho phép mọi người có mặt tại phiên tòa đều có thể nghe rõ lời khai và nhìn thấy vật chứng.

## Thư viện ảnh

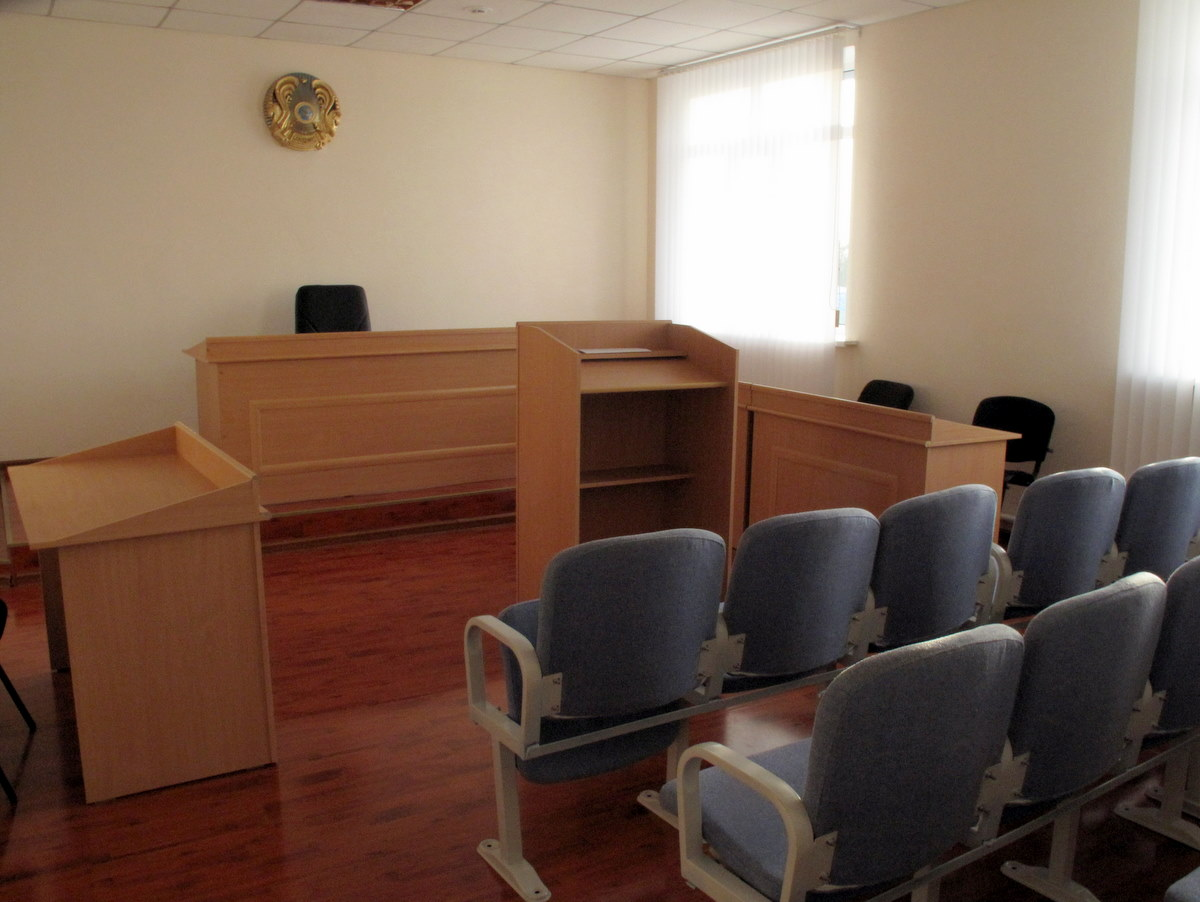
Phòng xử án tại Kazakhstan
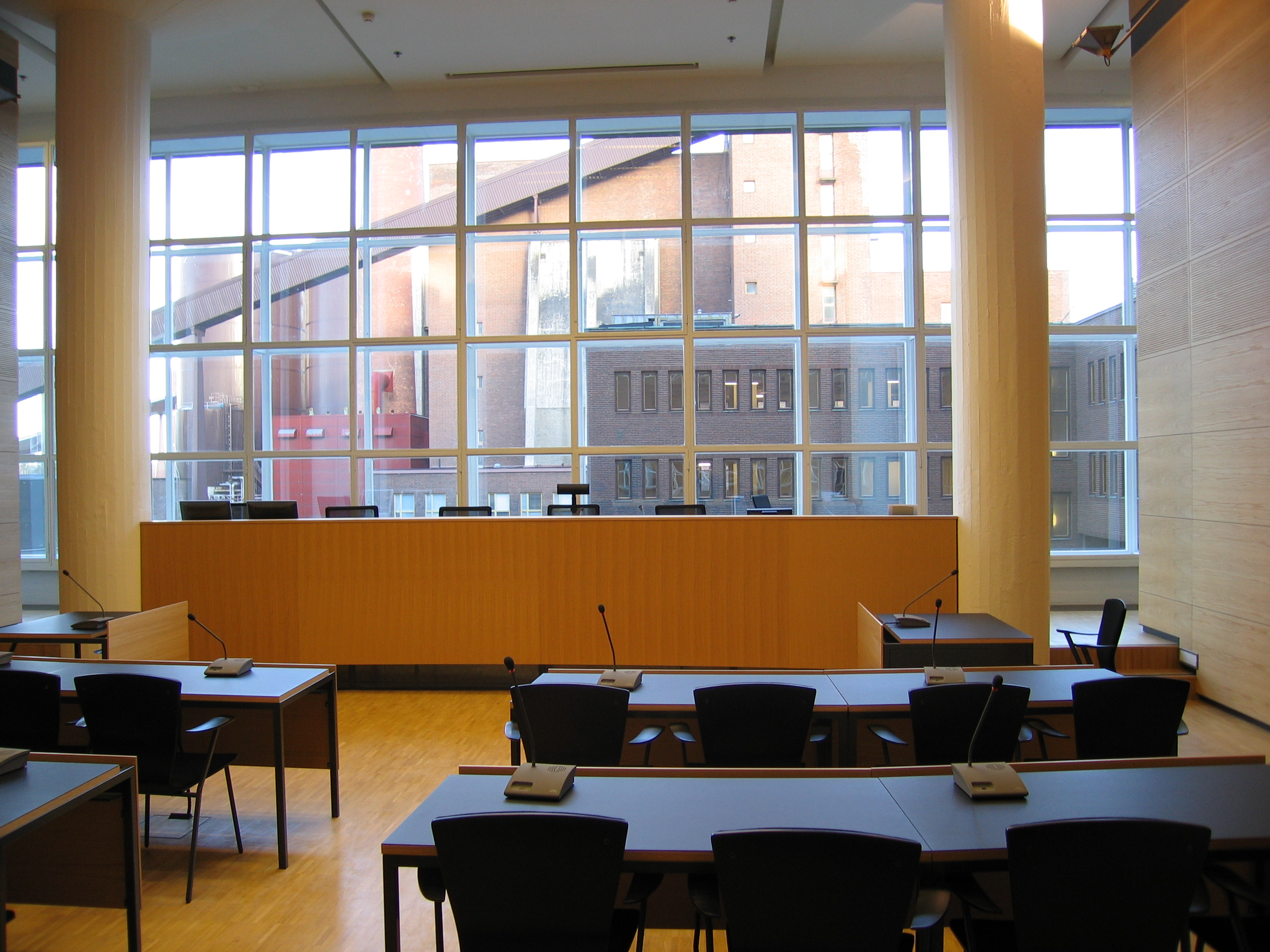
Phòng xử án tại Phần Lan
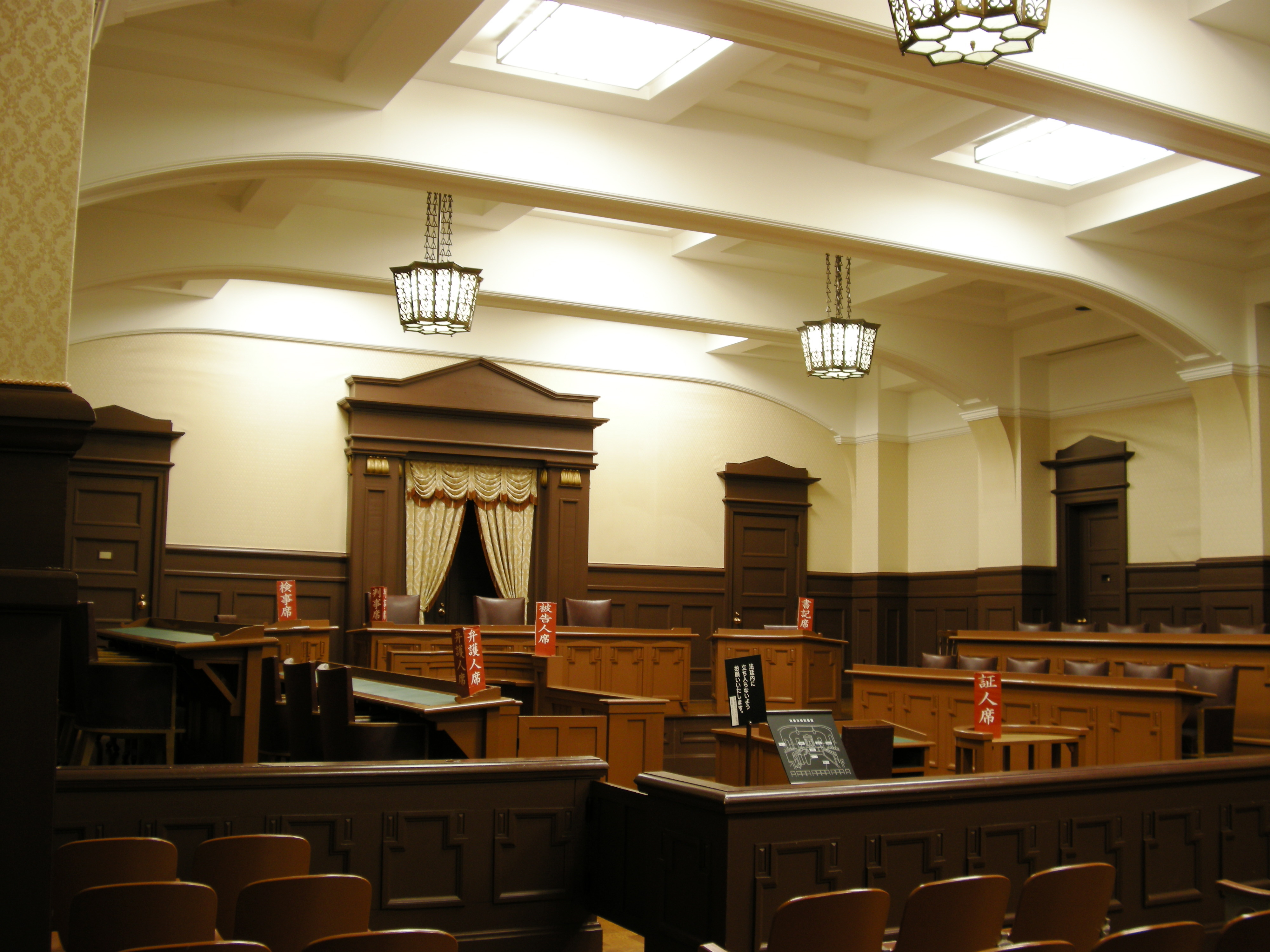
Phòng xử án tại Tòa án Quận Kyoto, Nhật Bản